# Prædiken
En prædiken (af lat. praedicare "udråbe, formane") er en tale eller belæring, som en religiøs lærer holder for at udlægge indholdet i sin tro og vinde tilslutning til denne, samt opmuntre til et liv i forening med den. Prædiken indgår ofte som led i en gudstjeneste (således altid i den danske folkekirke), men kan i princippet ske hvor som helst. En prædiken kan også holdes af lægfolk.
Karl den Store pålagde præsterne at holde en prædiken hver søndag; men den pligt måtte ofte indskærpes. Til forskel fra messen har prædikenen ikke været anset som et nødvendigt led i gudstjenesten, men blev afgørende for korstogsbevægelsen. I den ældre middelalder var prædikenen vigtigst på missionsmarken, hvor den blev holdt på lokalbefolkningens modersmål. Tiggermunkene var ivrige vækkelsesprædikanter; men så sent som i 1907 stod der i den autoriserede danske udgave af den katolske messebog: "Hvis der skal være prædiken, holdes den i reglen efter evangeliet.

## Kendte kristne prædikanter
- Jesus fra Nazaret
- Jim Bakker
- Reinhard Bonnke
- Kenneth Copeland
- Ulf Ekman
- Jerry Falwell
- Bo Giertz
- Billy Graham
- Kenneth Hagin
- Benny Hinn
- Jesse Jackson
- Martin Luther King
- Kathryn Kuhlman
- Lars Levi Læstadius
- Tim LaHaye
- Peter Ljunggren
- Martin Luther
- Philipp Melanchthon
- Kaj Munk
- Watchmann Nee
- Ian Paisley
- Hortensio Félix Paravicino
- Lewi Pethrus
- Fred Phelps
- Oral Roberts
- Pat Robertson
- Robert Schuller
- William Seymour
- Sadhu Sundar Singh
- Stanley Sjöberg
- Gypsy Smith
- Jimmy Swaggart
- Hans Peter Wickelgren
- Peter Wieselgren
- Smith Wigglesworth
- Rowan Williams
- David Younggi Cho

## Kendtemuslimskeprædikanter
- Abu Bakar Bashir
- Sheikh Yassir Al Habib
- Louis Farrakhan
- Ruhollah Khomeini
- Malcolm X
- Abu Hamza al-Masri
- Elijah Muhammad
- Mulla Omar
- Muqtada al-Sadr
- Ayatollah al-Sistani
- Sheikh Ahmed Yassin